# Denemarken
Denemarken (Deens: Danmark) is een land in Scandinavië, in het noorden van Europa. Denemarken vormt samen met Groenland en de Faeröer het Koninkrijk Denemarken (Deens: Kongeriget Danmark). Het is het zuidelijkst gelegen land van de Noordse landen en ligt ten zuiden van Noorwegen en ten zuidwesten van Zweden, waarmee het door de Sontbrug verbonden is. Ten zuiden van de enige Europese landgrens die het land rijk is, ligt Duitsland. Het land grenst daarnaast aan de Oostzee en Noordzee.
De hoofdstad van Denemarken is Kopenhagen (Deens: København).
Denemarken heeft een totale oppervlakte van 43.094 km², iets groter dan Nederland en bijna anderhalf keer zo groot als België. Het bestaat hoofdzakelijk uit een groot deel van het schiereiland Jutland en de drie grote eilanden Funen, Seeland en Lolland, die samen met tal van kleinere eilanden de Deense archipel vormen. Van de bijna 5,9 miljoen inwoners (2020) leeft het grootste deel in stedelijke gebieden. De bevolkingsdichtheid bedraagt 136,2/km² (2020).
De Deense geschiedenis is in belangrijke mate gevormd door de strategische ligging tussen de Oost- en Noordzee, op het Europese vasteland. Deense Vikingen trokken vanaf de 8e eeuw op rooftochten door West-Europa en Noord- en Oost-Engeland. Op het Deense grondgebied ontstond een koninkrijk dat in de loop der eeuwen delen omvatte van zuidelijk Zweden en Noord-Duitsland alsook enkele overzeese gebieden in de noordelijke Atlantische Oceaan. De Kalmarunie verbond vanaf 1397 Denemarken in een personele unie met Zweden en Noorwegen, totdat Zweden de unie in 1523 verliet. De unie met Noorwegen werd in 1814 opgebroken, waarvoor en waarna de Deense staat ook andere gebiedsdelen kwijtraakte (aan Zweden, aan Duitsland en door de onafhankelijkheid van IJsland) en tot zijn huidige omvang slonk. Vanaf de 20e eeuw werd een sociaaldemocratische verzorgingsstaat volgens het Scandinavisch model opgebouwd, waarmee Denemarken zich ontwikkelde tot een hoogontwikkelde gemengde economie.
Denemarken is een parlementaire constitutionele monarchie; het staatshoofd is sedert 14 januari 2024 koning Frederik X. Het land heeft twee volksliederen: een burgerlijk volkslied (Der er et yndigt land) en een koninklijk volkslied (Kong Kristian). Groenland en de Faeröer behoren tot het Deense koninkrijk, maar zijn zelfstandige landen met een eigen bestuur. 
Denemarken is lid van de Europese Unie, de Verdragen van Schengen en de Europese Economische Ruimte. Het valt wel buiten de Eurozone; het betaalmiddel is de Deense kroon.

## Geschiedenis

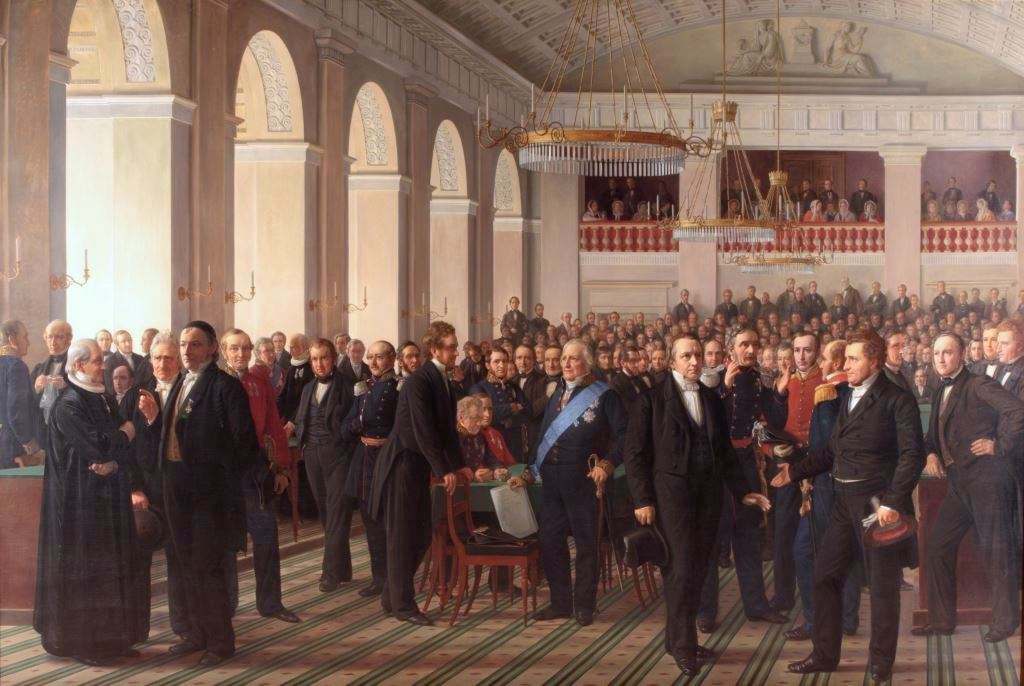
De grondwetgevende vergadering in 1848

Denemarken werd in het tijdperk van de Vikingen in de 10e eeuw verenigd door koning Harald Blauwtand († 985), die zich tot het christendom bekeerde. Denemarken bestuurde kort Engeland in de 11e eeuw en werd in 1397 met Zweden en Noorwegen verenigd. De unie met Zweden duurde tot 1523 en de unie met Noorwegen tot 1814. Het stadje Ribe werd reeds in 710 gesticht en is daarmee het oudste stadje van heel Scandinavië.
De Dertigjarige Oorlog van 1618-1648 betekende het einde van de Deense territoriale ambities in Scandinavië. Zweden werd machtiger. Bij het Verdrag van Brömsebro in 1645 verloor Denemarken Halland en in 1657-1660 werd Denemarken onder de voet gelopen. Kopenhagen hield nipt stand, maar Denemarken verloor Skåne en Blekinge.
Tijdens de Tweede Wereldoorlog werd Denemarken vanaf 9 april 1940 door nazi-Duitsland bezet. IJsland, dat tot dan toe tot Denemarken behoorde, verklaarde zich op 17 juni 1944 onafhankelijk. Op 5 mei 1945 eindigde de bezetting van Denemarken met de capitulatie van de Duitse troepen in het land.
Denemarken maakt sinds 1973 deel uit van de Europese Unie.

## Geografie

### Fysieke kenmerken

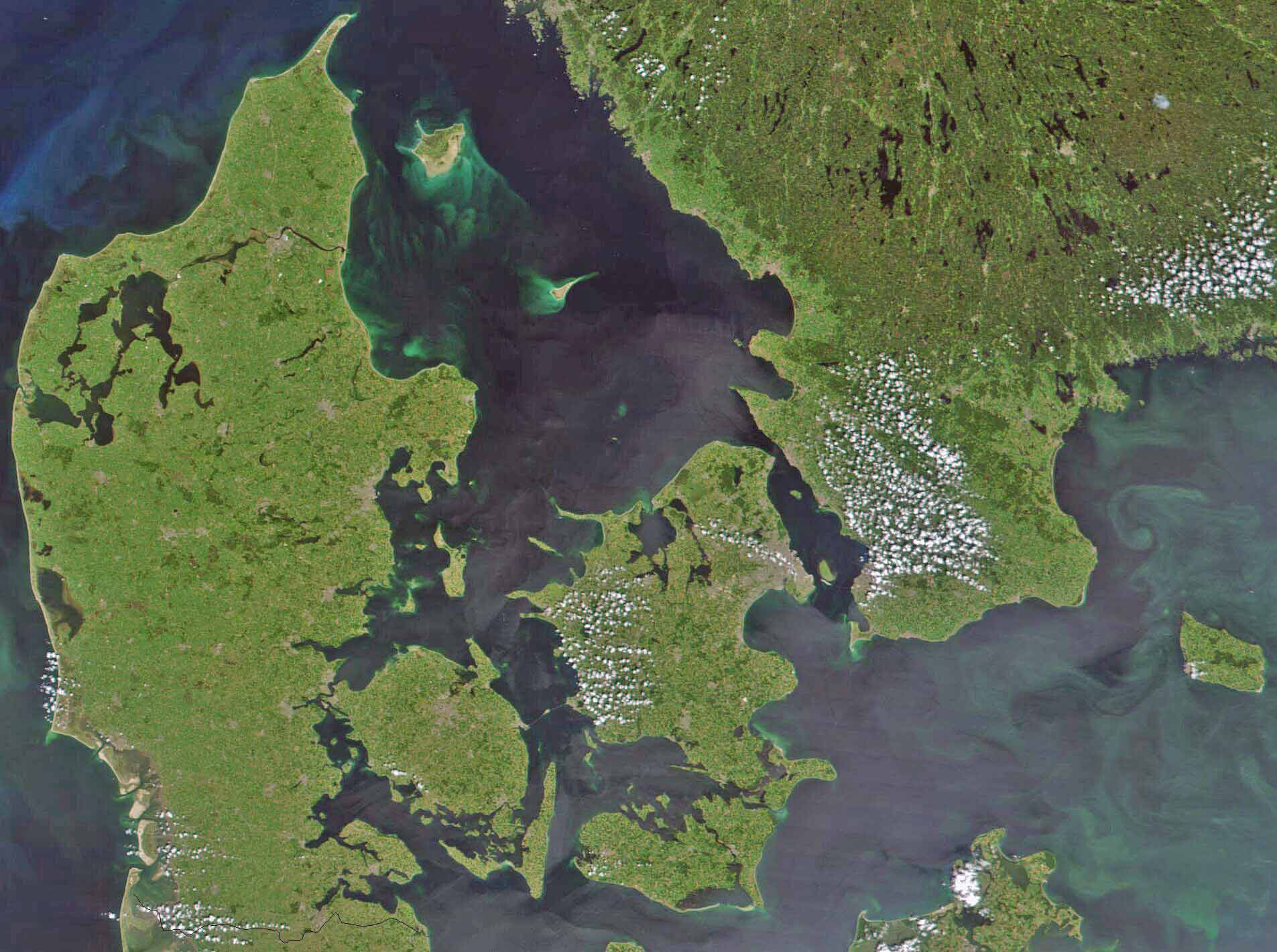
Satellietfoto van Denemarken

Denemarken is het zuidelijkste Scandinavische land. Denemarken omvat het grootste deel van het schiereiland Jutland en ongeveer 405 eilanden, waarvan Seeland, Funen, Lolland, Falster, Langeland, Als, Møn, Bornholm en Amager de belangrijkste zijn. Als deel van de Europese Vlakte bestaat het land bijna volledig uit laagland. Meer dan 65 procent is gecultiveerd.
Het grootste deel van Denemarken wordt gevormd door het schiereiland Jutland. De hoofdstad ligt op het grootste van de Deense eilanden, Seeland. Dit wordt door een smalle zeestraat, de Sont, van Zweden gescheiden. De hoofdstad Kopenhagen is sinds 2000 via de Sontbrug en -tunnel verbonden met de Zweedse stad Malmö. Ook de eilanden Funen, Lolland, Falster, Langeland en het in de Oostzee gelegen Bornholm behoren tot Denemarken. Het eiland Funen is per brug, spoorbrug en tunnel verbonden met Jutland en Seeland. De toekomstige Fehmarnbeltverbinding, een 16,2 kilometer lange tunnel tussen Rødby op Lolland en Puttgarden op het eiland Fehmarn in Duitsland, zal naar verwachting rond 2029 klaar zijn.
De enige landgrens is de grens met Duitsland in het zuiden. Deze landgrens heeft een lengte van 67 kilometer. Ten westen ligt de Noordzee, ten noorden het Skagerrak en ten oosten liggen het Kattegat en de Oostzee. Het verst verwijderd van de kust is men in het midden van Jutland, op 52 kilometer afstand.
De kustlijn van Denemarken, exclusief Faeröer en Groenland, heeft een totale lengte van 8750 kilometer. De langste rivier is de 158 kilometer lange Gudenå in Jutland. Het hoogste punt van het land is Møllehøj bij Skanderborg, dat 170,86 meter boven zeeniveau ligt.

### Klimaat
Denemarken heeft een gematigd zeeklimaat. De wind uit de Noord-Atlantische Oceaan (een warme oceaanstroom) zorgt gewoonlijk voor een vrij mild klimaat. Een enkele keer raakt de Oostzee met ijs bedekt, waardoor warmere wateren worden afgesneden en de winter streng is.
In februari schommelt de temperatuur rond de 0 °C. In juli is dat 18 °C. Gemiddeld valt er 600 millimeter neerslag per jaar. De droogste periode is tussen eind april en begin juni. Als de wind 's winters uit het oosten waait, kan het zeer koud worden. De laagste temperatuur ooit gemeten was −31 °C. De hoogste temperatuur gemeten in Denemarken sinds 1874 is 36,4 °C, gemeten op 10 augustus 1975 in de plaats Holstebro. 's Zomers kan de temperatuur door diezelfde oostenwind oplopen tot boven de 30 °C.

## Bevolking
Naast de Deense meerderheid in Denemarken, zijn er Groenlandse, Faeröerse en Duitse minderheden.

### Grootste steden van Denemarken
De dertig grootste steden in Denemarken naar inwonertal zijn:
| Kopenhagen | 548.443 | Kolding   | 57.087 | Hørsholm   | 45.816 | Holstebro  | 34.024 | Svendborg     | 27.113 |
| Aarhus     | 242.914 | Horsens   | 52.998 | Silkeborg  | 42.396 | Taastrup   | 32.260 | Hjørring      | 24.892 |
| Odense     | 166.305 | Vejle     | 50.832 | Næstved    | 41.729 | Slagelse   | 31.918 | Frederikshavn | 23.331 |
| Aalborg    | 102.312 | Roskilde  | 46.701 | Fredericia | 39.513 | Hillerød   | 29.951 | Haderslev     | 21.293 |
| Esbjerg    | 71.459  | Helsingør | 46.189 | Viborg     | 35.656 | Sønderborg | 27.194 | Nørresundby   | 21.120 |
| Randers    | 60.227  | Herning   | 45.890 | Køge       | 34.937 | Holbæk     | 27.157 | Ringsted      | 20.767 |

Dit overzicht is gebaseerd op het inwonertal van 1 januari 2010.

### Taal
De taal in Denemarken is Deens, een Noord-Germaanse taal met een aantal duidelijk onderscheiden dialecten. Duits wordt door een minderheid in Zuid-Jutland (Noord-Sleeswijk) gesproken, evenals Nedersaksisch. De belangrijkste immigrantentalen zijn het Turks, Urdu, Arabisch, Servo-Kroatisch, Faeröers, Zweeds en Noors.

### Religie

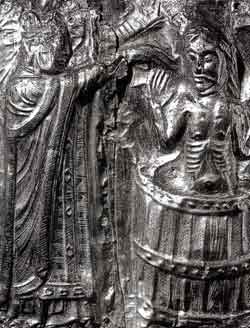
Harald wordt gedoopt door de monnik Poppo (ca. 970)

Denemarken werd vrij laat en vrij langzaam gekerstend. In de 9e eeuw waren delen reeds bekeerd tot het christendom. In 860 kreeg de Frankische bisschop van Hamburg, Ansgar (801-865) toestemming in Ribe een kerk te bouwen. Koning Harald bekeerde zich op het einde van de 10e eeuw en rond 1100 was het christendom algemeen doorgedrongen. In 1104 werd in het toen nog Deense Lund de eerste bisschopszetel voor heel Scandinavië ingesteld.
In 1536 werd, vooral ten gevolge van de prediking door de 'Deense Luther' Hans Tausen, de reformatie van staatswege algemeen doorgevoerd. Vele oude kerkvormen werden wel overgenomen; ook de bisschopswijding bleef gehandhaafd.
Net zoals in Noorwegen, IJsland en Liechtenstein is er in Denemarken sprake van een staatskerk, die echter officieel als Volkskerk (Folkekirke) wordt gekwalificeerd. Deze Evangelisch-Lutherse Kerk wordt als zodanig grotendeels door de staat gefinancierd. Elke kerkelijke gemeente wordt bestuurd door een door de leden gekozen raad. Sinds 1947 worden vrouwen tot het ambt toegelaten.
Het aantal Denen dat lid is van de Volkskerk neemt jaarlijks met zo'n 0,85 procentpunt af. Begin 2014 behoorde 78,4% van de Denen tot de Volkskerk. In Kopenhagen was 60,9% van de bevolking lid van de Folkekirke. Begin 2023 waren die percentages gedaald tot 72,1% respectievelijk 54,4%.
Naast de Volkskerk zijn er kleine minderheden van andere protestanten. Nadat in 1849 het alleenrecht van de lutherse godsdienst werd opgeheven, kon de Katholieke Kerk in Denemarken, die geheel uit het land was verdwenen, op beperkte schaal weer worden opgebouwd. Naar schatting 5.1 procent van de bevolking was in 2021 moslim.

## Politiek en overheid

### Staatsinrichting

Denemarken is samen met Groenland en de Faeröer onderdeel van het Koninkrijk Denemarken.

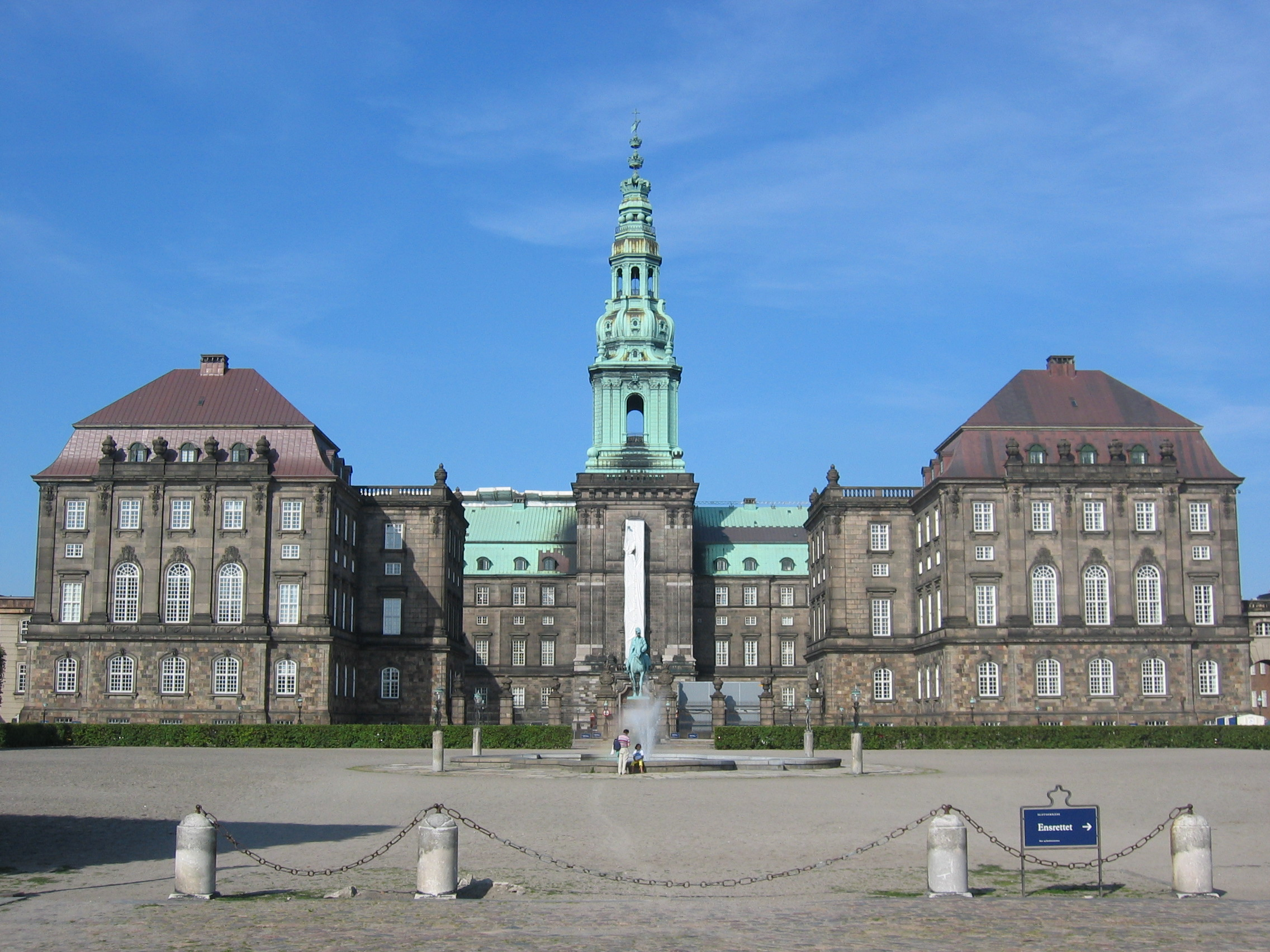
Het Folketing, het Deense parlement, is gevestigd in het paleis Christiansborg in Kopenhagen.

Denemarken is een constitutionele monarchie die volgens de grondwet van 1953 geregeerd wordt. Ook Groenland behoort tot het Deense koninkrijk, evenals de Faeröer. Waar de laatste twee een zelfstandige positie binnen het koninkrijk innemen, wordt het Deense grondgebied er direct door bestuurd.
De wetgevende macht wordt bekleed door het staatshoofd Koning Frederik X van Denemarken, samen met het parlement, het Folketing, dat uit één kamer met 179 direct gekozen leden bestaat. Het parlement wordt samengesteld door een combinatie van meervoudige kiesdistricten en evenredige vertegenwoordiging. Sinds 1909 heeft geen enkele partij de absolute meerderheid gehad. Vanaf 1945 is de Socialdemokraterne (Sociaaldemocratische Partij) lange tijd de belangrijkste politieke partij geweest, maar eind jaren negentig begon de trend te keren. Rechtse stromingen als het nationalisme/conservatisme en het liberalisme kwamen sterk op en van 2001 tot 2011 regeerden centrumrechtse coalities met gedoogsteun van de Dansk Folkeparti (Deense Volkspartij). Tussen 2011 en 2015 stonden de sociaaldemocraten weer aan het roer en had Denemarken met Helle Thorning-Schmidt voor het eerst een vrouwelijke premier. Hierna volgde een liberale regering onder leiding van Lars Løkke Rasmussen (2015-2019). Sinds 2019 is Mette Frederiksen premier van Denemarken. Zij leidt een coalitiekabinet van sociaaldemocraten en liberalen.
De uitvoerende macht wordt uitgeoefend door de monarch en door zijn of haar ministers, die door de eerste minister worden geleid. Deze laatste is tevens het hoofd van de regering. Het kabinet van ministers is verantwoording schuldig aan de Kamer en moet de steun van de meerderheid van dat orgaan hebben. Parlementsleden die tot minister worden benoemd, blijven lid van het parlement.

### Bestuurlijke indeling

De 5 regio's van Denemarken

Bestuurlijk was Denemarken tot 2007 verdeeld in 13 provincies en één autonome stad, Kopenhagen. Er waren 270 gemeenten. Lokale en regionale overheden hadden een grote mate van autonomie, die reeds was gegarandeerd in de grondwet van 1849. De Denen beschouwen de lokale autonomie als een van de meest verregaande in de wereld.
Sinds 1 januari 2007 bestaat Denemarken uit 5 regio's (regioner) en 98 gemeenten.

### Internationale samenwerking
Wat lidmaatschappen betreft binnen Europa is Denemarken officieel een EU-lidstaat sinds 1 januari 1973. Sinds 1 maart 2001 maakt Denemarken uit van het Schengengebied. Denemarken is lid van de NAVO sinds 4 april 1949 en behoort daarmee tot de oudste leden van de NAVO. Denemarken heeft ook zitting in de Raad van Europa.
Denemarken heeft 9 vertegenwoordigers in het Europees Economisch en Sociaal Comité. De EU-gerelateerde geldstromen zijn als volgt:
- Totale bestedingen van de EU in Denemarken: 1,529 miljard euro, zijnde 0,56 procent van het Deense bruto nationaal inkomen (bni)
- Totale Deense bijdrage aan de EU-begroting: 2,191 miljard euro, 0,80 procent van het Deense bni

Denemarken heeft een wat beperkte exclusieve economische zone, aangezien Zweden bijvoorbeeld maar kort van de Deense kust ligt.

### Onderwijs
Het Deense systeem van openbaar onderwijs werd grotendeels in de 19e eeuw ontwikkeld. Het basisonderwijs bestaat uit een basisschool (bijvoorbeeld Folkeskole) waar men 9 of 10 jaar les moet volgen om over te kunnen gaan naar een hoger onderwijs.
Er zijn universiteiten in Aarhus, Kopenhagen, Odense, Aalborg en Roskilde.

## Economie

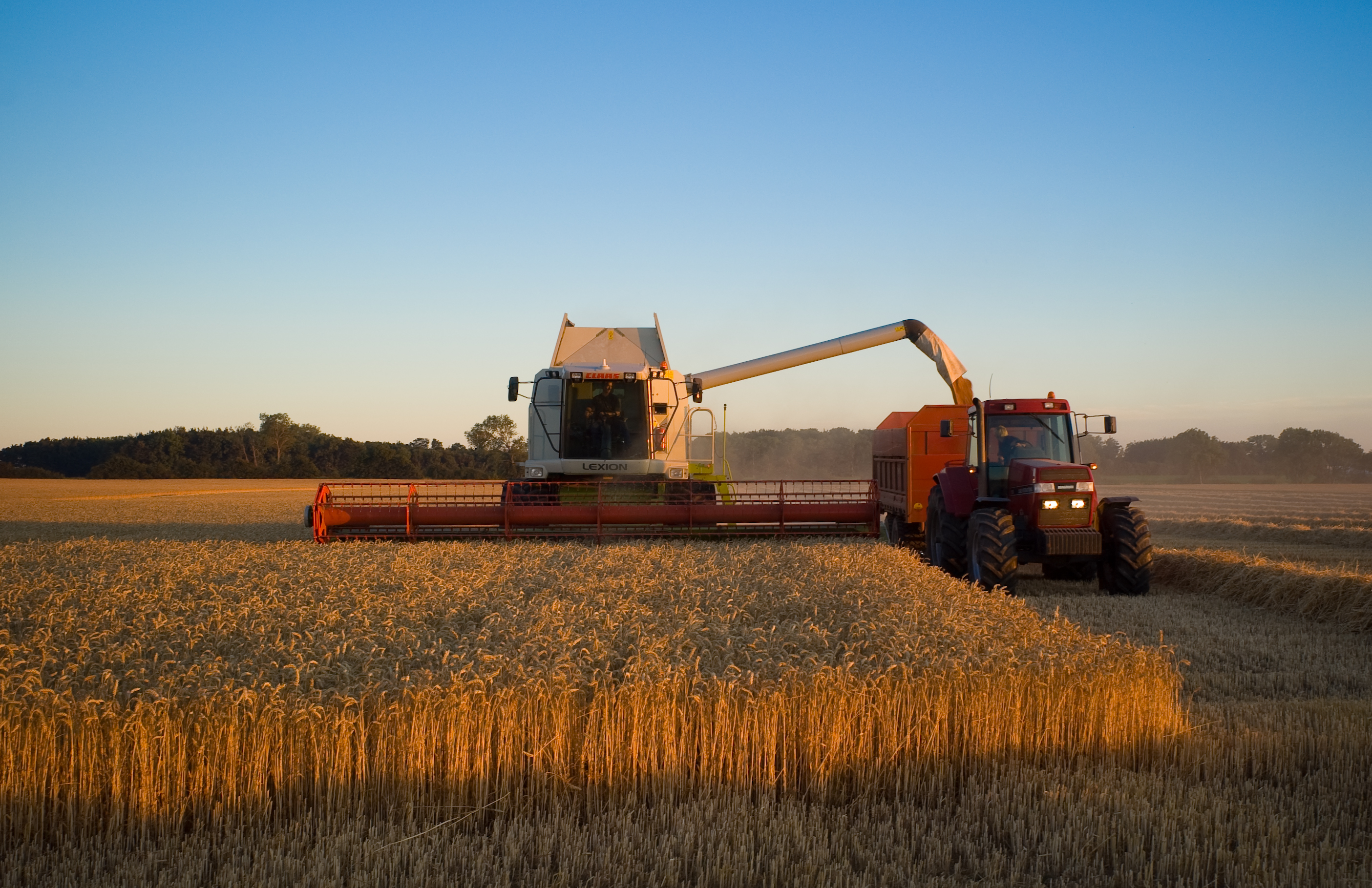
De landbouwsector is van oudsher een belangrijk onderdeel van de Deense economie.

Lange tijd was Denemarken hoofdzakelijk een landbouwland, maar na 1945 breidde het land zijn industriële sector drastisch uit, zodat deze tegenwoordig meer dan 25% en de landbouw minder dan 5% aan het bruto binnenlands product bijdraagt. Andere traditionele industrieën van Denemarken zijn de visserij en scheepsbouw, maar deze zijn ook afgenomen. Toch heeft Denemarken zijn landelijk karakter grotendeels behouden. Financiële en andere diensten, de handel en de vervoerssector zijn ook belangrijk voor de economie van het land. De koopkracht per hoofd van de bevolking was in 2005 de op vijf na hoogste ter wereld.
De belangrijkste landbouwproducten van het land zijn wortelgewassen (bieten, koolraap en aardappels) en graangewassen (gerst, haver en tarwe). Er is veeteelt (varkens, rund- en pluimvee) en een grote visindustrie. Denemarken bezit een commerciële vloot van aanzienlijke grootte. De belangrijkste vervaardigde producten omvatten voedingsmiddelen (vooral vlees en zuivelproducten), chemische producten, machines, metaalproducten (die bijna volledig van ingevoerde grondstoffen worden gemaakt), elektronische en vervoersapparatuur, bier, textiel en houten producten. Denemarken is wereldleider in windenergie voor de elektriciteitsvoorziening en produceert veel windturbines (Vestas). Het toerisme is ook een belangrijke industrie.
De belangrijkste uitvoerproducten van Denemarken zijn landbouwproducten en industriële machines, teak en eiken meubilair, vlees, vis en metalen; de belangrijkste importproducten zijn machines, metalen, motorvoertuigen en brandstoffen. Belangrijke handelspartners van het land zijn Duitsland, Zweden, het Verenigd Koninkrijk en andere landen in de Europese Unie evenals de Verenigde Staten. Denemarken had in de jaren tachtig van de 20e eeuw met ernstige economische problemen te kampen, en in de jaren negentig had het een hoog werkloosheidscijfer, grote uitgaven in de openbare sector en een grote buitenlandse schuld. Een strak fiscaal en monetair beleid leidde echter tot economisch herstel.

### Energievoorziening
Denemarken produceerde 15 miljoen ton olie-equivalent (Mtoe, 1 MToe = 11,63 TWh) in 2016, 75% daarvan was ruwe olie en aardgas, 25% was duurzame energie. Dat was bijna genoeg voor de energievoorziening, het TPES (total primary energy supply) was 16 Mtoe. Het land importeerde 2 Mtoe aan fossiele brandstof meer dan het exporteerde.
Van de energie ging ongeveer 3 Mtoe verloren bij conversie. Voor eindgebruikers resteerde 13 Mtoe, waarvan 2,6 Mtoe aan elektriciteit.
De uitstoot van kooldioxide was 33 megaton, dat is 5,5 ton per persoon. Het wereldgemiddelde was 4,4 ton per persoon.
In de periode 2012-2016 bleef het eindgebruik ongeveer gelijk, evenals het elektriciteitsgebruik. De hoeveelheid duurzaam, vooral met wind, opgewekte elektriciteit steeg 23% en leverde 63% van alle elektriciteit aan eindgebruikers in 2016.
Denemarken haalde in 2016 43% van zijn totale elektriciteitsconsumptie uit windenergie. Dit is veruit het hoogste aandeel in de EU, Litouwen volgt op een ruime afstand met 27%, terwijl 10% van de elektriciteit in de EU opgewekt wordt door middel van wind.

## Verkeer en vervoer

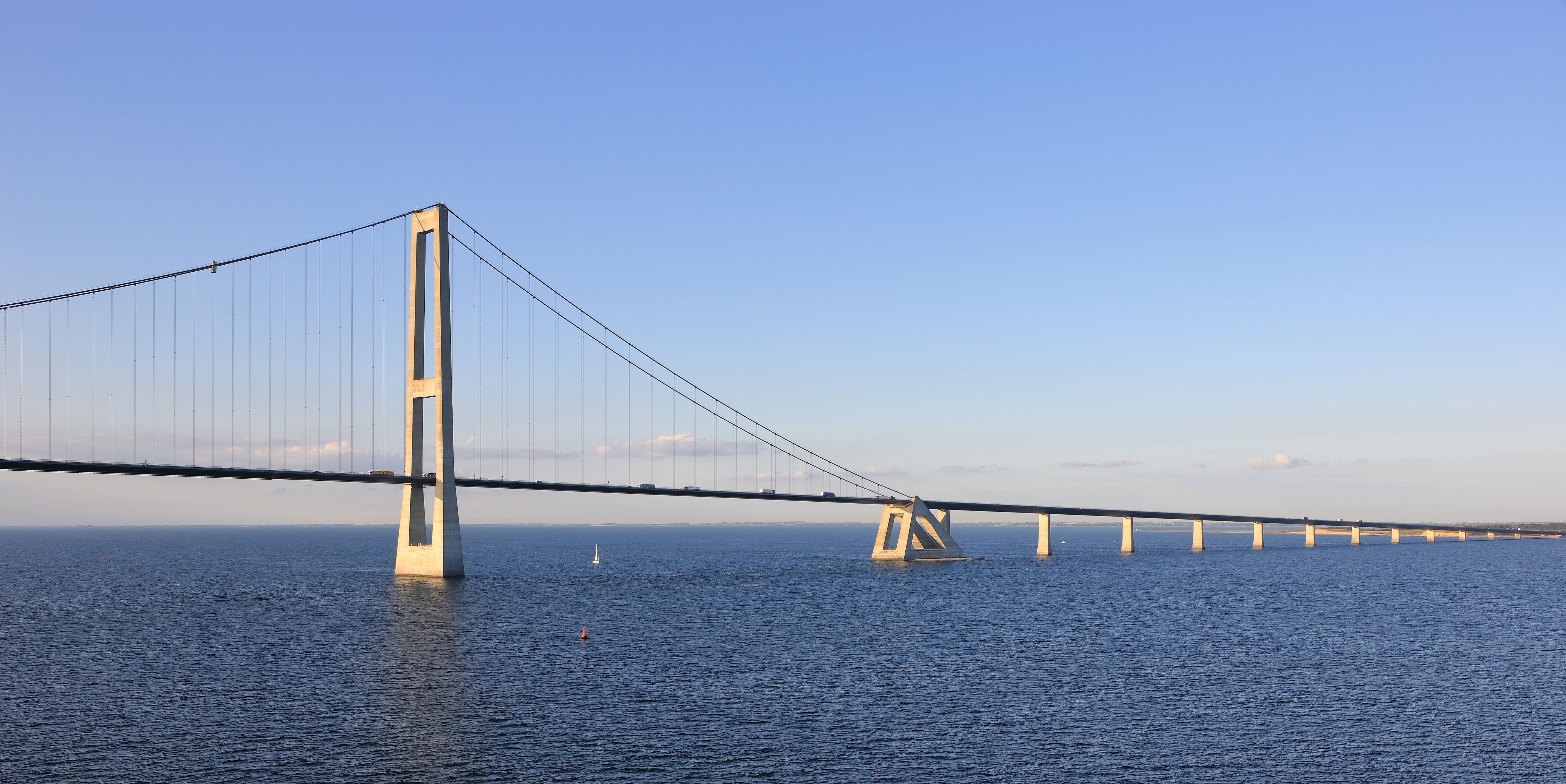
De Grote Beltbrug tussen de eilanden Funen en Seeland

Denemarken heeft een uitgebreid wegennet. Het Deense autosnelwegennet heeft een gezamenlijke lengte van ruim duizend km. Alle grote eilanden zijn door tunnels en bruggen met elkaar verbonden. De Sontbrug verbindt Denemarken met Zweden, de Grote Beltbrug verbindt Funen en Seeland en de Kleine Beltbrug verbindt Jutland met Funen; de Fehmarnbeltverbinding is een geplande tunnel tussen Duitsland en Denemarken. De wegen zijn tolvrij, met uitzondering van een aantal grote bruggen en tunnels.
In Denemarken ligt in totaal ongeveer 2.100 kilometer aan spoorwegen. De Danske Statsbaner is de grootste vervoerder op het gebied van reizigersvervoer. Kopenhagen beschikt over een metro, alsook over de luchthaven van Kopenhagen, het belangrijkste vliegveld van het land. Verder zijn er luchthavens in Esbjerg, Aarhus, Aalborg en Billund.
Hanstholm is het vertrekpunt van diverse veerdiensten. Smyril Line vaart wekelijks naar Seyðisfjörður (IJsland) en Tórshavn (Faeröer). Fjord Line vaart vanuit Hanstholm naar Egersund, Stavanger en Bergen. Master Ferries vaart naar Kristiansand. Deze stad wordt vanuit Hirtshals ook door Color Line bevaren. Stena Line bevaart de routes Fredrikshaven — Göteborg en Grena — Halmstad. Verder is er een veerdienst van Scandlines tussen Puttgarden en Rødby en Gedser —Rostock. Van Bornholm vaart BornholmerFærgen naar Køge en Ystad, met verbindingen naar Kopenhagen. Van Esbjerg vaart men ook naar Fanø.
De Margrietroute is een toeristische autoroute. 
De Gendarmstien, Alsstien, Kyst til Kyst Stien, Vestkyststien, Nordkyststien, Vesterhavsstien, Nordsøstien, Skjoldungestien, Øhavsstien, Kongeåstien, Marskstien, Fjordstien, Molsruten, Trækstien, Bornholms Kyststi, Mols Bjerge-stien, Stevns Klint Trampesti, Camønoen, Sjællandsleden,  Himmelbjergruten zijn langeafstandswandelpaden.
De Nationale fietsroutes van Denemarken zijn een netwerk van 11 bewegwijzerde langeafstandsfietsroutes.

## Cultuur

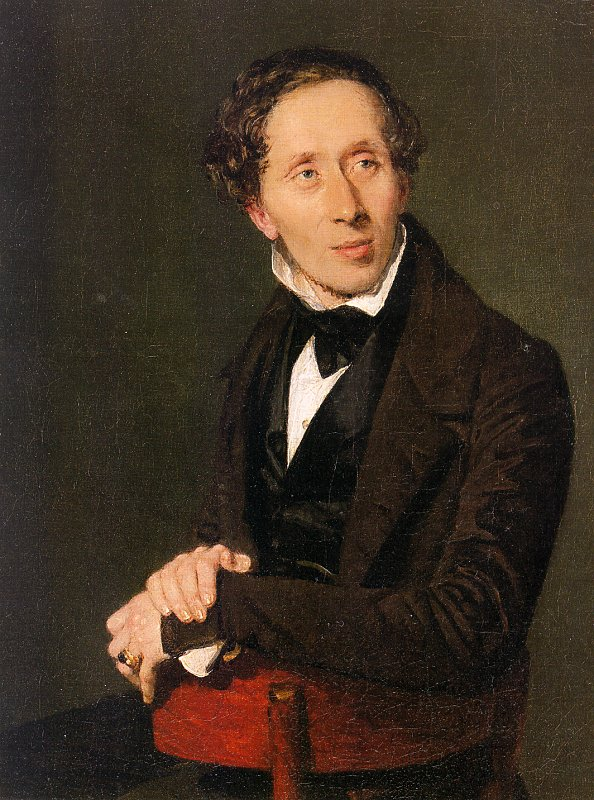
Schrijver Hans Christian Andersen

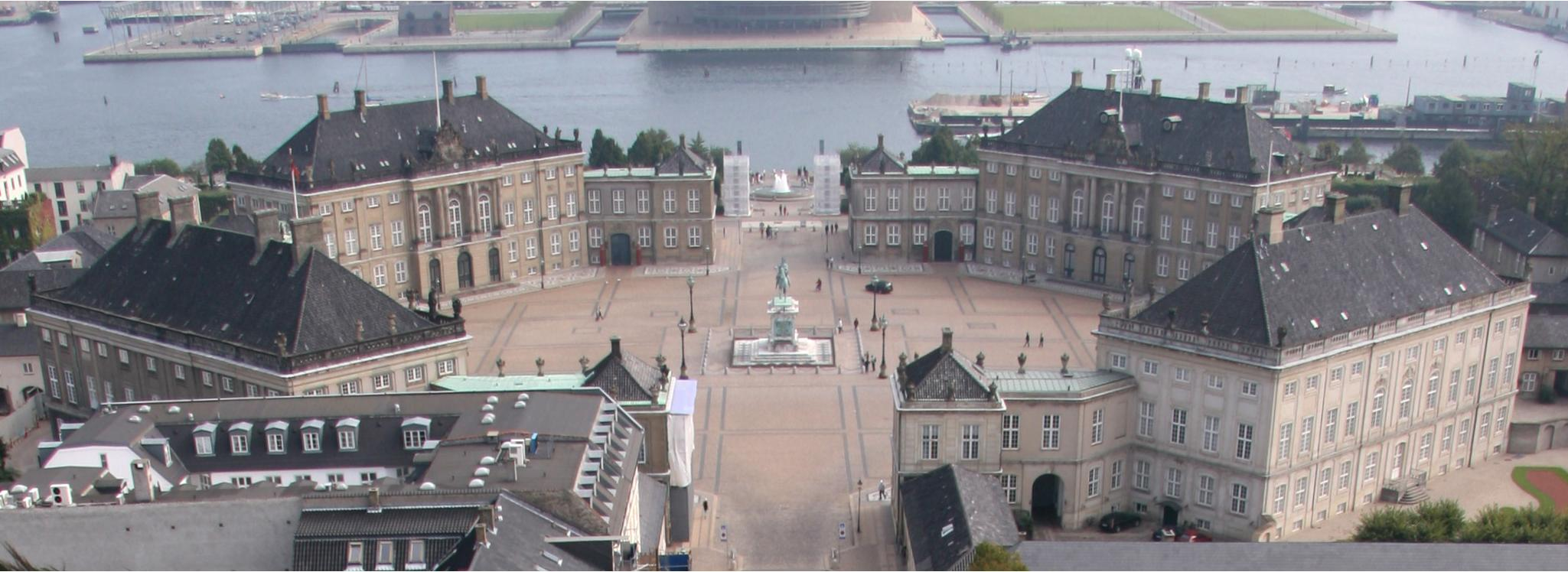
Amalienborg

### Sport
De populairste sporten van Denemarken zijn handbal en voetbal. Het niveau van de hoogste handbaldivisie in Denemarken is toonaangevend voor de rest van Europa. De hoogste voetbaldivisie van het land heet de Superligaen, waarin 12 clubs tegen elkaar uitkomen. De lange kustlijn maakt het goed mogelijk om watersporten als zeilen te beoefenen. Net als bijvoorbeeld Nederland is Denemarken dankzij het overwegend vlakke landschap een fietsland. Wielrennen is een veel beoefende sport. Enkele bekende (oud-)wielrenners zijn Jonas Vingegaard, Michael Rasmussen en Bjarne Riis. Vanwege de lange winters zijn zaalsporten als badminton, volleybal en dergelijke ook populair.

### "Hygge"
Hygge is een cultureel Deens woord voor gezelligheid.

### Bezienswaardigheden
- Tivoli, tuin/attractiepark in Kopenhagen, geopend in 1843
- Dyrehavsbakken, het oudste attractiepark ter wereld, geopend in 1583
- Amalienborg, het koninklijk paleis te Kopenhagen, gebouwd in 1750
- Legoland in Billund, het oudste park van LEGO, geopend in 1968
- Christiania, anarchistische enclave nabij de haven van Kopenhagen sinds 1970, met circa 1000 inwoners en 750.000 bezoekers per jaar
- De kleine zeemeermin, een bekend standbeeld in Kopenhagen

Op de Werelderfgoedlijst van UNESCO staan:
- Grafheuvels, runenstenen en kerk van Jelling, sinds 1994
- Kathedraal van Roskilde, sinds 1995
- Kasteel Kronborg, sinds 2000
- IJsfjord van Ilulissat op Groenland, natuurmonument, sinds 2004
- Waddenzee, natuurmonument, sinds 2014, ook in Duitsland en Nederland (Duitse en Nederlandse deel al sinds 2009)
- Stevns Klint, natuurmonument, sinds 2014
- Par force-jachtlandschap in Noord-Seeland, sinds 2015
- Christiansfeld, hernhutter nederzetting, sinds 2015
- Kujataa, op Groenland, sinds 2017
- Inuit-jachtgebieden van Aasivissuit-Nipisat, op Groenland, sinds 2018
- Ringwalburchten uit de Vikingtijd, sinds 2023
- Møns Klint, sinds 2025

## Enkele bekende Denen
Enkele van de bekendste Denen zijn:
- de astronoom Tycho Brahe (1546-1601),
- koning Christiaan IV (1577-1648),
- sprookjesschrijver Hans Christian Andersen (1805-1875),
- de filosoof Søren Kierkegaard (1813-1855),
- de natuurkundige Niels Bohr (1885-1962).